# 万马河
万马河，是中国长江流域的一条河流，汇入金沙江右岸，属于金沙江水系。河长69千米，流域面积1097平方千米，年均流量13立方米每秒。自然落差653米。水能理论蕴藏量6万千瓦。